# Villaralto
Villaralto es un municipio español de la provincia de Córdoba, Andalucía. En el año 2020 contaba con 1.118 habitantes. Su extensión superficial es de 24,07 km² y tiene una densidad de 49,69 hab/km². Sus coordenadas geográficas son 38° 27′ N, 4° 59′ O. Se encuentra situada a una altitud de 585 metros y a 80 kilómetros de la capital de provincia, Córdoba.
Está comprendido dentro del conjunto de pueblos que componen la comarca de Los Pedroches, situado en el corazón geográfico de la misma.
Villaralto cuenta con un término municipal con una extensión de 23 km², limitando con los términos de El Viso, Hinojosa del Duque, Alcaracejos, Dos Torres y Villanueva del Duque. Su edificio más emblemático es la parroquia de San Pedro Apóstol, con tres naves y torre del siglo XVIII. La fiesta más conocida es la romería de la Divina Pastora que se celebra a orillas del Guadamatilla el primer domingo de mayo. La economía está basada en la ganadería, la agricultura, algunas industrias y establecimientos varios.

## Historia

### Prehistoria y Edad Antigua
En el término municipal se asentaron varios poblados prehistóricos, romanos, árabes y visigodos. Entre los yacimientos arqueológicos destacan el Rincón de Berrocoso, situado en el noroeste del término, en donde se hallan los restos de lo que se supone fue un campamento romano o una calzada secundaria romana. En este lugar han aparecido abundantes losas de pizarra, escorias minerales, restos de vasijas y una moneda árabe de plata. El Ladrillar es una mina antigua de plomo, debido al hallazgo de escorias minerales de dicho metal. En la Laguna del Prieto han aparecido tres ruedas de molino de radio en torno a 25 centímetros y que en la actualidad se conservan en el Ayuntamiento. En Cerrocampo han aparecido escorias minerales y restos de vasijas, de un poblado antiguo asociado a una explotación de cobre o plomo. Sin embargo, el lugar más destacado es la llamada Casa de la Mora, situada al sureste del pueblo, en la que existió una villa romana, más tarde ocupada por los árabes, asociada a explotaciones mineras. En este lugar los hallazgos han sido abundantes, teniéndose noticia de la aparición de vasijas llenas de monedas de plata y gran cantidad de monedas romanas de cobre. Actualmente, hay gran cantidad de fragmentos de cerámica, tejas romanas, escorias minerales, etcétera. Incluso hay restos de una pared de cal y pedernal que debió pertenecer a una construcción árabe. Este lugar fue objeto de una visita oficial de arqueólogos el dos de marzo de 1985. También existen en Villaralto gran cantidad de sarcófagos visigodos de granito, con forma trapezoidal o antropomorfos, que han sido sacados de su emplazamiento original y han sido usados como pilas para dar de beber al ganado. Por tanto la mayoría de ellos se hallan próximos a pozos, como los tres sarcófagos del Pozo de las Cadenas, el Pozo de las Cinco Pilas, el Pozo de la Laguna de la Torrica, y así hasta un total de unos 20, que en general están desgastados. También existen sarcófagos infantiles, de los que se conserva uno que también recibe el mismo uso. Muchos de ellos han ido desapareciendo fruto del expolio y del desinterés de conservarlos en las diversas reformas que han ido sufriendo sus emplazamientos.

### Edad Media y Moderna
La historia de Villaralto como población en el lugar en el que se asienta actualmente es mucho más posterior. El primer documento que se refiere a la villa de Villaralto es del año 1424 (contando entonces con unos 3000 vecinos) en la que Juan Ruiz de Santofimia vino con afán de incorporarlo al Señorío de Santa Eufemia, acto que no tuvo éxito.
Villaralto surge en el siglo XV como una aldea dependiente de Torremilano (actual Dos Torres), perteneciente a las Siete Villas de Los Pedroches entidad que agrupaba además a Pozoblanco, Añora, Alcaracejos, Villanueva de Córdoba, Pedroche y Torrecampo, entidad bajo jurisdicción real en la que el término de todas ellas era compartido y gobernado de forma comunal hasta la partición del término en el siglo XIX. En Villaralto se instalan vecinos procedentes de dicha localidad para atender de cerca pagos de viñas y ganados. Según información censal emitida por el Obispado de Córdoba en 1587, Villaralto contaba con 83 vecinos y una pila. Esta situación de Villaralto dependiente de Torremilano se mantuvo hasta 1633.
El 28 de julio de 1633, es vendida por el rey Felipe IV a don Melchor Fernández Carreras, arcediano de los Pedroches y canónigo de la Catedral de Córdoba (el cual tuvo que conseguir previamente un certificado de limpieza de sangre). El precio asignado fue 1632000 maravedíes de plata. El 17 de septiembre de 1633 se realiza el primer censo de habitantes de Villaralto de cara a la señalación del término municipal que comenzó a partir de este momento, dando lugar a un grave y largo contencioso con Torremilano, contrario a la independencia de Villaralto y muy reacio a ceder término a esta nueva villa. A pesar de todos los impedimentos, Melchor Fernández Carreras toma posesión de la Villa el 15 de septiembre del mismo año, constituyendo así una nueva entidad administrativa, el Señorío de Villaralto, que se mantendrá hasta la abolición de los señoríos jurisdiccionales en 1837. Torremilano dirige una carta a los Reyes de España alegando que no ha lugar de independizar Villaralto de Torremilano, y mucho menos de asignarle término de las Siete Villas ya que según ésta, el término asignado entraba dentro de la dehesa de Peña Alta (tierras comunales de las Siete Villas). El 20 de diciembre de 1638, los jueces fallan a favor de Villaralto en cuyas cartas se reconocía la independencia de Villaralto y se le asigna término propio de forma definitiva así como instar al señor de Villaralto al pago de la venta de dicha población.
En 1771, el pueblo de Villaralto recibe cartas de Hacienda en las que le instan al pago de los impuestos que le corresponden como villa independiente por vez primera que ascienden a 1770 maravedíes.
A pesar del enfrentamiento con Torremilano, ambos pueblo mantuvieron comunicación, como atestiguan diversos documentos de temática diversa: multas, impuestos, comunicados, etc. Incluso Villaralto, en el reparto de los bienes producidos por las tierras comunales de las Siete Villas, recibía parte de ellos, aun no siendo villa comunera. Esto irrita a Torremilano que continuamente denuncia a Villaralto por usar los Bienes de Propios de Las Sietes Villas (extensas dehesas como Navas del Emperador o la dehesa de la Jara) para explotación ganadera y, sobre todo, por los límites del término municipal de Villaralto, con los que Torremilano no estaba conforme. Estas disputas continúan durante todo el siglo XVIII. 
Con respecto a la cuestión económica, en 1752 Villaralto contaba con 5 telares y dos fábricas, una de bayetas y otra de paños.

### Edad Contemporánea
En 1812, esta población cuenta con 179 cabezas de ganado vacuno, 156 de cerda, 555 de caprino y 148 mulos entre otros. Tiene 259 fanegas de primera calidad para los cultivos, de segunda 631 y cuenta con 186 casas. 
En 1850 la localidad fue descrita como sigue:

Madoz: v. con ayunt. en la prov. y dióc. de Córdoba (13 leg.), part. jud. de Hinojosa, aud. terr. y c. g. de Sevilla (31): sit. en parage algo elevado; reinan los vientos del N. NO.; el clima es frío y propenso á tercianas. Tiene 246 casas, pósito en donde se halla también la cárcel, escuela de primeras letras con la dotación de 1.100 rs. anuales, concurrida por unos 40 alumnos; igl. parr. (San Pedro) servida por un cura vicario, y un pozo fuera de la población, de cuyas aguas, que son bastante gruesas, se surte el vecindario. Confina con los pueblos del Viso, Dos-Torres y Villanueva del Duque, y por su der. pasa el arroyo ó riach. Guadarramilla. Los caminos son de herradura y vecinales: la correspondencia se recibe de Pozoblanco por medio de balijero. prod. poco trigo, cebada, centeno y garbanzos; criando además mucho ganado lanar, mular y de cerda. Pobl.: 342 vec., 1.368 alm. Contr.: 13.281 mrs. Riqueza imp. (V. el art. part. jud.)
Madoz, 1850, p. 233

En el año 1876, Villaralto contaba con 1 853 vecinos.
Existen numerosas lagunas debido a la destrucción de las fuentes para conocer la historia de esta villa en la Guerra Civil española. La información referente al franquismo y la democracia, no obstante, sí se conserva.

## Patrimonio monumental y lugares de Interés

### Parroquia de San Pedro

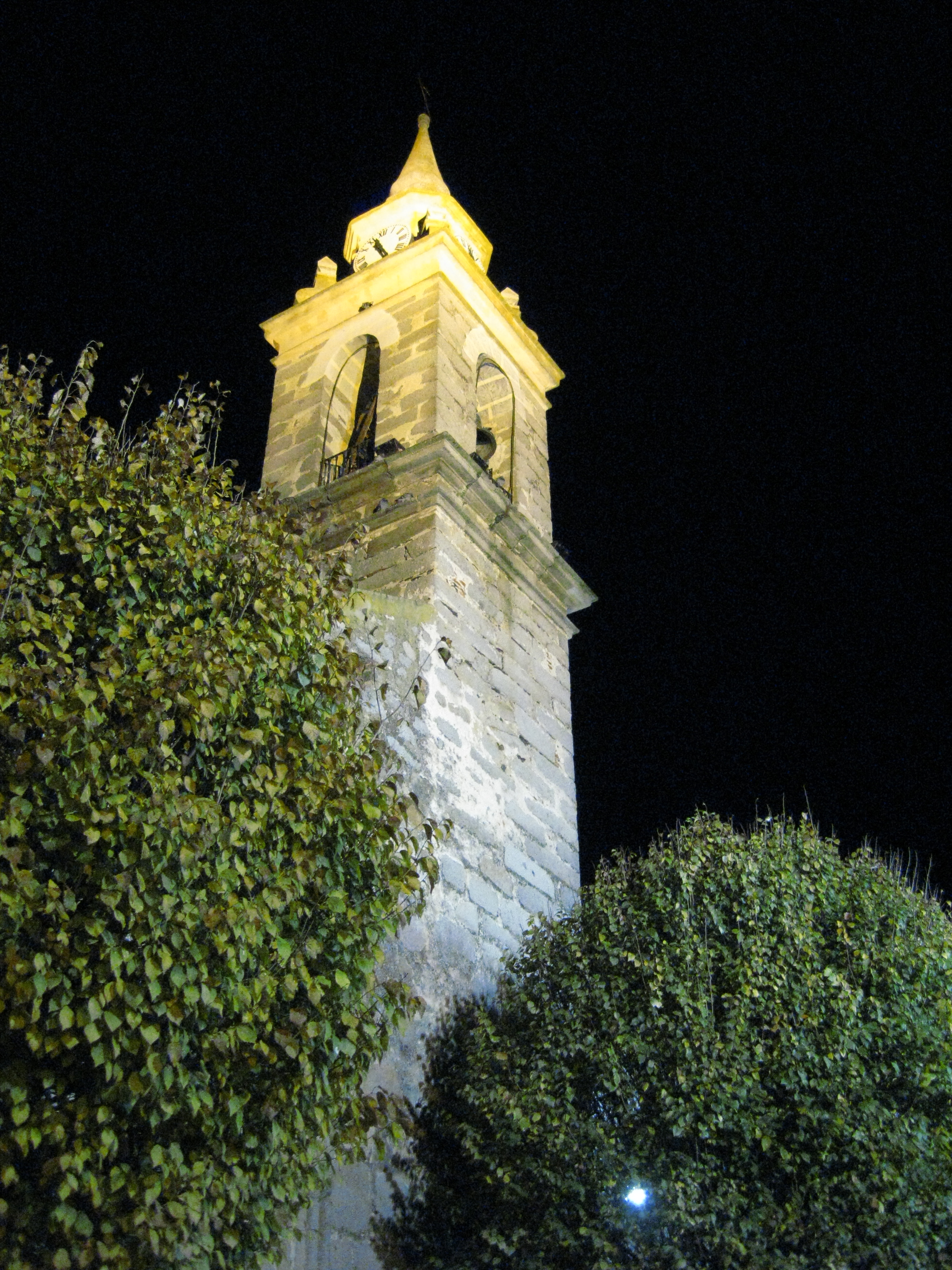
Iglesia de San Pedro. Noviembre de 2011

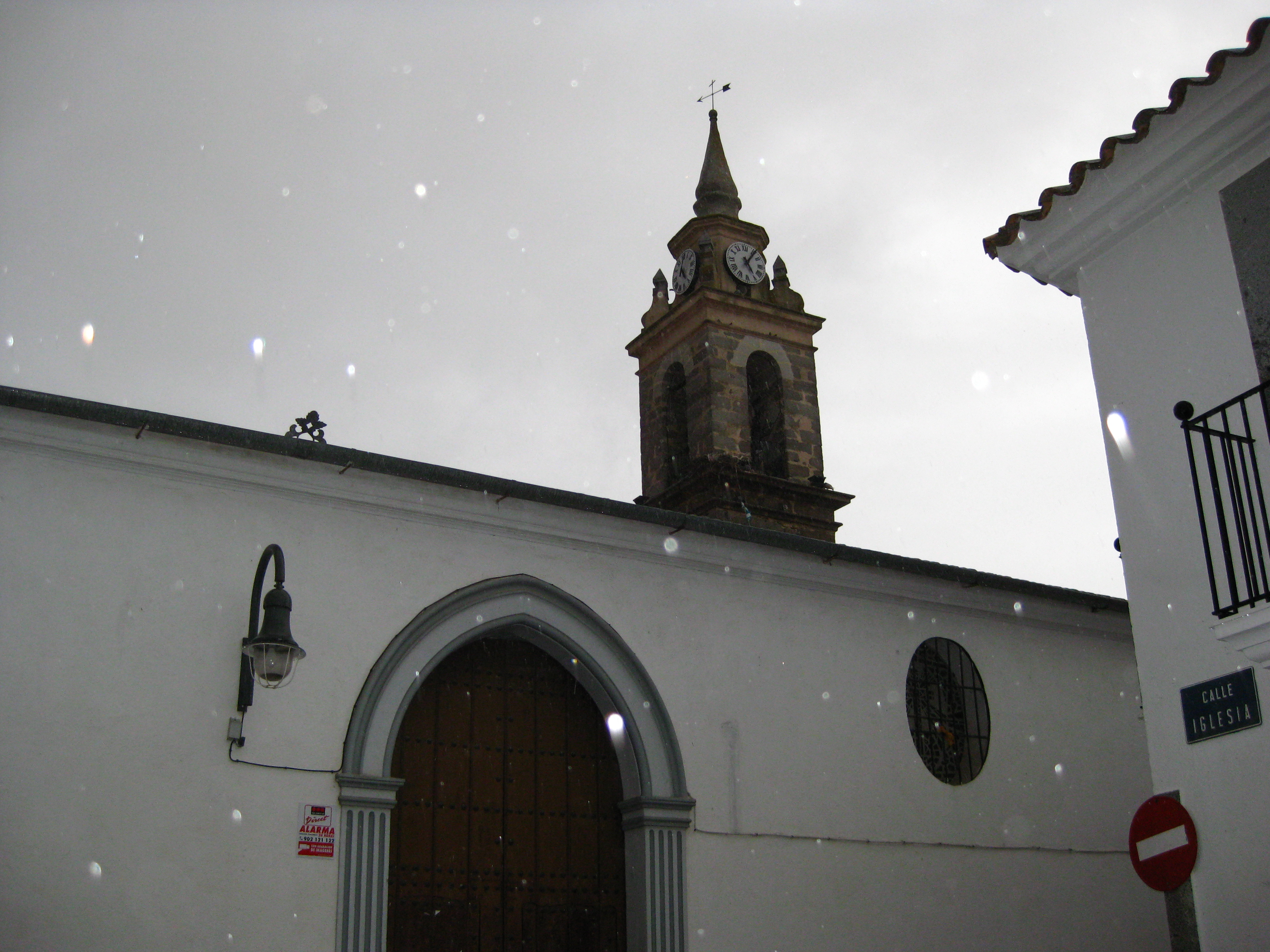
Iglesia de San Pedro. Noviembre de 2011

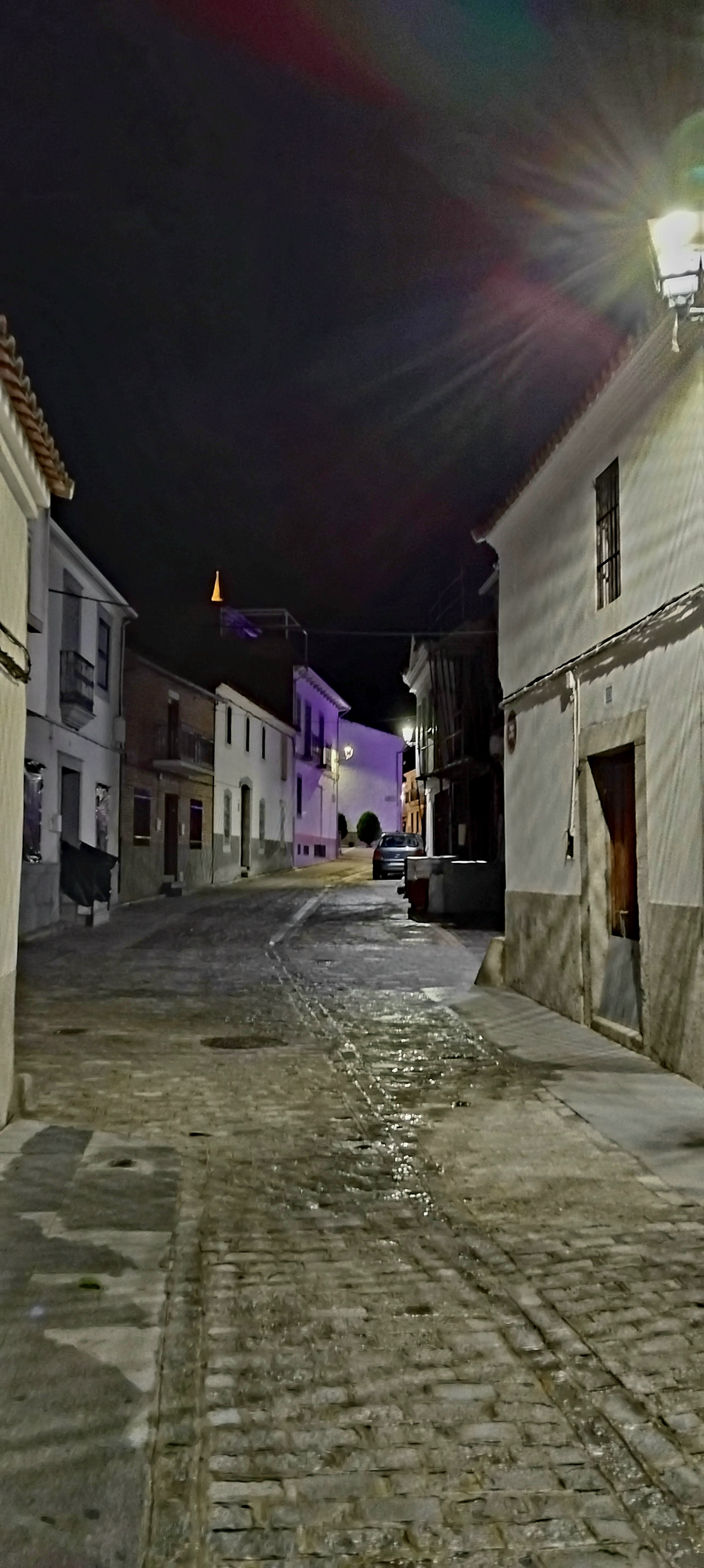
Villaralto (municipio de la provincia de Córdoba, España). Octubre 2024

Data de la época fundacional (siglo XV) de la que se conserva la fachada exterior, con arcos decorados hechos de granito. Las múltiples reformas aumentaron la superficie ocupada por el templo, pasando de una nave a tres, siendo las dos laterales más pequeñas a modo de capillas cubiertas con cúpulas una de ellas. Como patrimonio pictórico y escultórico cabe destacar la talla de olivo policromada de la Divina Pastora, del siglo XVIII, un cuadro de Sebastián de Llanos Valdés del siglo XVII de estilo barroco, que representa a san Pablo ermitaño, la imagen de la Patrona, la Virgen del Buen Suceso, que sustituye a otra talla antigua destruida durante la Guerra Civil y el retablo barroco en el que se encuentra esta imagen. Este retablo procede de la iglesia cordobesa de San Basilio, ya que tras la Guerra Civil el archivo, las imágenes, los objetos de culto e incluso las campanas fueron destruidos o expoliados por lo que fue preciso traer objetos de otros lugares. Sin embargo, la torre parroquial es un elemento destacado de la iglesia, constituyendo uno de los símbolos de Villaralto. Con una altura de aproximadamente 17 metros, consta de un fuste prismático de granito, cuerpo de campanas con cuatro arcos de medio punto, aunque solo dos las llevan. Sobre este se sitúan un remate octogonal (que contiene el reloj) rodeado de cuatro adornos de granito con forma curva rematados en punta. La torre concluye con un remate cónico. Data de mediados del siglo XVIII, aunque fue restaurada en 1992, cuyos trabajos consistieron en la eliminación de arreglos de ladrillo y restitución del granito original, sustitución del reloj, consolidación de la estructura, refundición de las campanas y su electrificación, limpieza del exterior y el interior y reposición de ornamentos.

### Otro Patrimonio Destacado
- La ermita de santa Rita de planta cuadrada y construida en 1900
- La ermita del Cristo de las Angustias de estructura similar.
- Museo del Pastor
- Fachadas blasonadas de Granito antiguas

## Tradiciones y fiestas
Las tradiciones en Villaralto se muestran en todas las épocas del año. En Semana Santa tiene lugar diversas procesiones, como la de las hermandades del Sepulcro, de las Angustias y de la “Borriquita”. Sin embargo, la fiesta más característica de este pueblo es la Romería de la Divina Pastora, que se celebra el primer domingo de mayo a orillas del río Guadamatilla. La Virgen va acompañada a este paraje con bonitas carrozas hechas de diversos materiales y muy originales. Las mujeres van ataviadas con el traje típico de pastora. Otras tradiciones son la matanza y los “judas” que se celebran el Domingo de Resurrección en la que los jóvenes destruyen monigotes que representan a Judas Iscariote fabricados por los vecinos, quienes los cuelgan de sus balcones.
Las casas típicas de Villaralto se caracterizan por prevalecer la funcionalidad a la estética, con dinteles de granito y cuadras y cochiqueras para guardar los animales. Un ejemplo magníficamente conservado es el Museo del Pastor, abierto hace unos años y en el que se muestran los modos de vida de los pastores en sus diversas salas que responden a la estructura de la casa típica villaraltera.

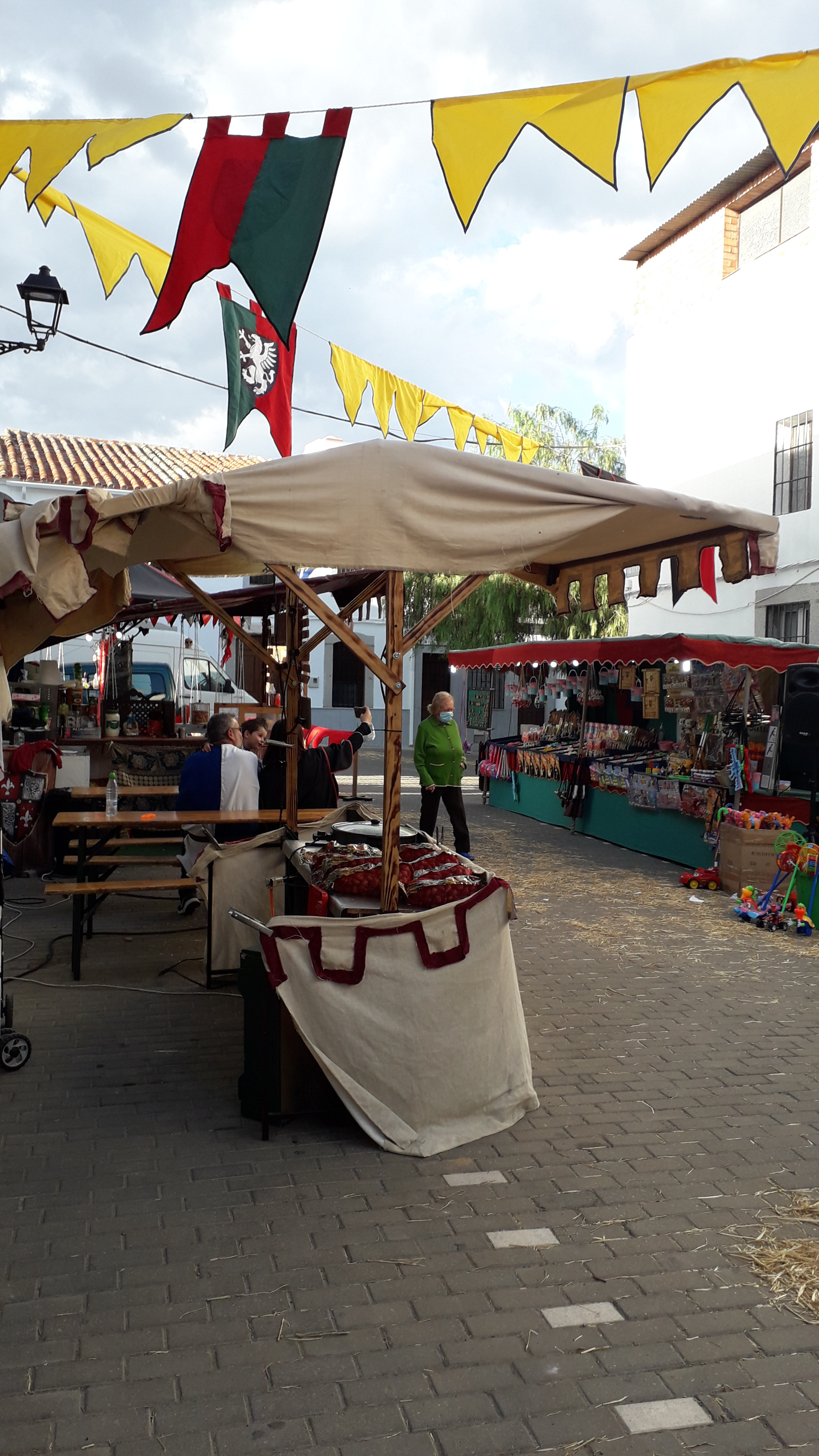
Calle Iglesia

## Economía

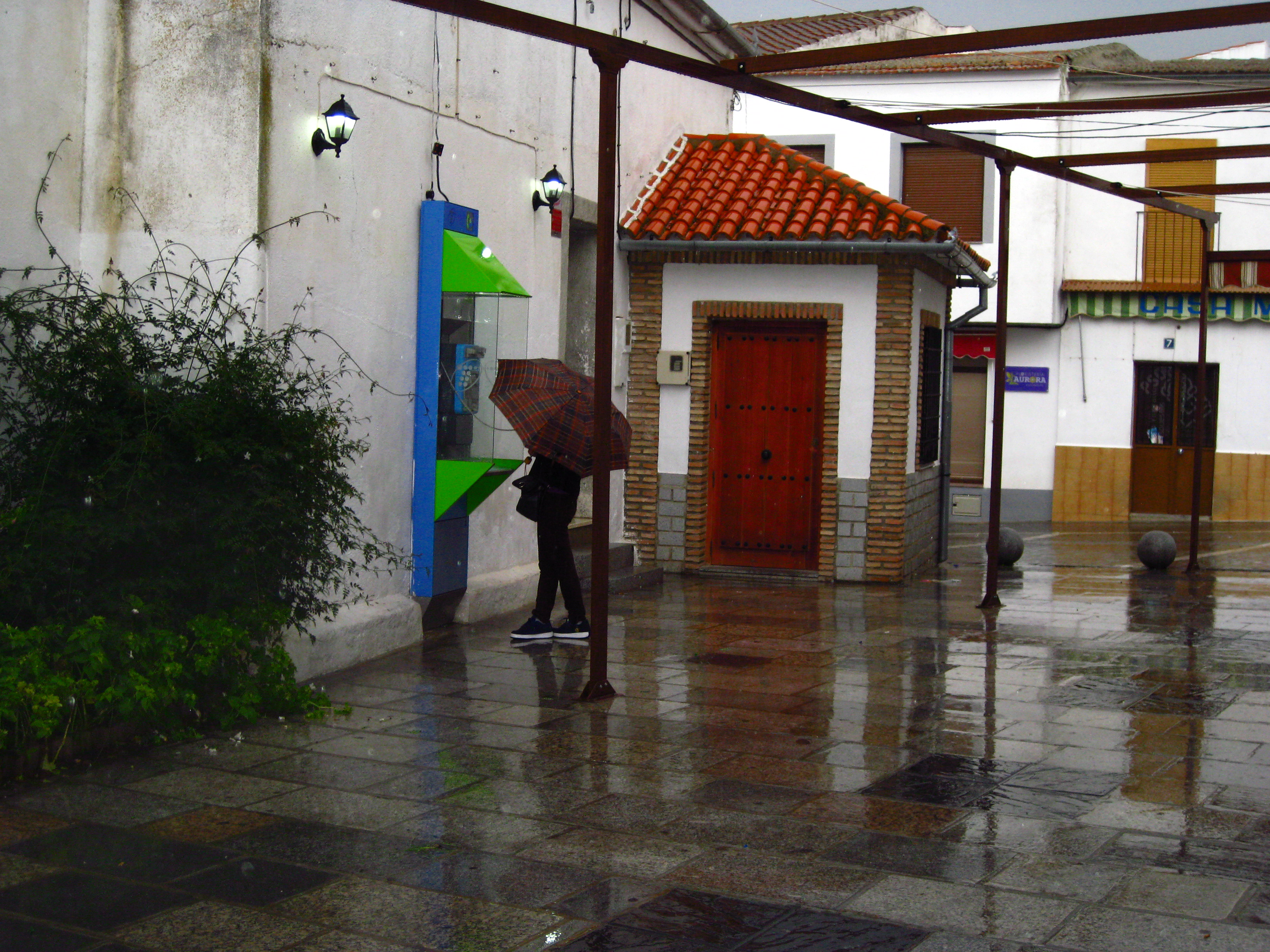
Terraza del bar - restaurante " El Paisa ". Noviembre de 2011

La economía de Villaralto se sustenta principalmente en el sector primario, contando con fincas de explotación agro-ganadera. Los cultivos más extendidos son de cereal: trigo y cebada. Se da también el cultivo del olivar y la obtención de productos derivados del encinar. La ganadería principal es de ovino y vacuno y su comercialización es llevada a cabo en su mayor parte, por la empresa COVAP, ubicada en Pozoblanco. La industria apenas tiene incidencia en el global de la economía y tan solo cabe destacar la presencia de algunos talleres de carpintería metálica, carpintería de madera, tratamiento del mármol y sobre todo la fabricación de contenedores para reciclaje de materiales: Tegui Medioambiental S.L., contando además con otra sede en la provincia de Toledo. Existe una empresa de producción de huevos ecológicos así como una quesería. El sector terciario, la actividad comercial, se aglutina en pequeños comercios en el centro de la población, tiendas de ultramarinos, ropa, calzado y material de ferretería para cubrir las necesidades básicas de los habitantes. No falta en el pueblo lugares de ocio y restauración, bares con solera, cafeterías y algún pub. Es recomendable pasarse por alguno de ellos para degustar el delicioso cochinillo o el bacalao frito.

### Evolución de la deuda viva municipal

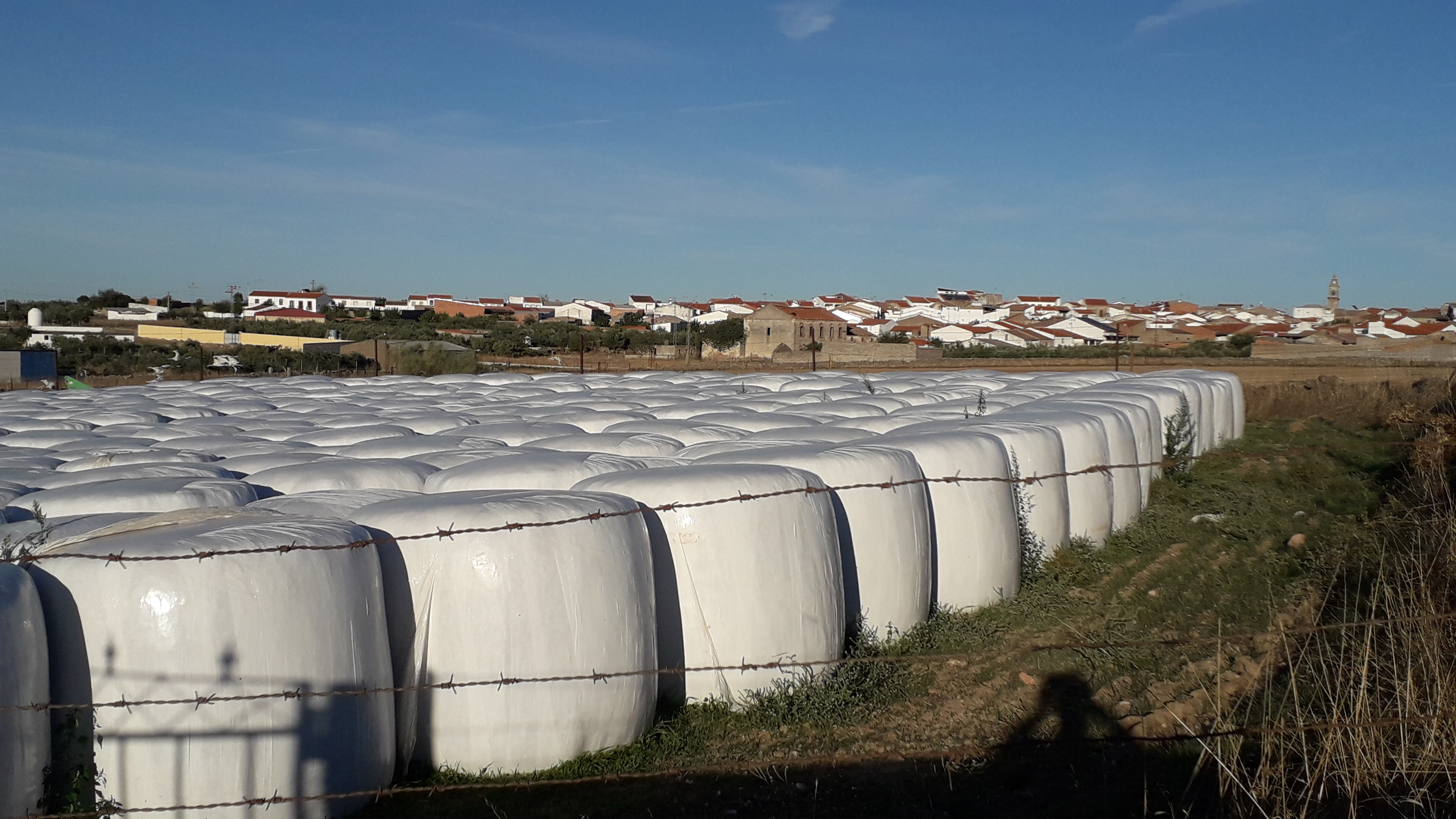
Explotación Ganadera

| Gráfica de evolución de Deuda viva del Ayuntamiento de Villaralto entre 2008 y 2019                                |
| |
| Deuda viva del Ayuntamiento de Villaralto en miles de Euros según datos del Ministerio de Hacienda y Ad. Públicas. |

## Villaralto en el Cine
Villaralto se nombra en varias ocasiones en la película dirigida en 1992 por José Luis Cuerda 'La Marrana', protagonizada por Alfredo Landa y Antonio Resines entre otros.

## Administración y gobierno local
Desde la celebración, en 1979, de las primeras elecciones municipales, tras la aprobación de la Constitución Española de 1978, estas han sido las personas que han ostentado la alcaldía:
| Mandato   | Nombre del alcalde                                                                          | Grupo | Condición        |
| --------- | ------------------------------------------------------------------------------------------- | ----- | ---------------- |
| 1979-1983 | Juan Jesús Gómez Moreno                                                                     | PSOE  | Mayoría absoluta |
| 1983-1987 | Juan Jesús Gómez Moreno                                                                     | PSOE  | Supermayoría     |
| 1987-1991 | Juan Jesús Gómez Moreno                                                                     | PSOE  | Mayoría absoluta |
| 1991-1995 | Manuel Gómez Gómez                                                                          | IU    | Mayoría absoluta |
| 1995-1999 | Manuel Gómez Gómez                                                                          | IU    | Supermayoría     |
| 1999-2003 | Manuel Gómez Gómez                                                                          | IU    | Supermayoría     |
| 2003-2007 | Manuel Gómez Gómez                                                                          | IU    | Supermayoría     |
| 2007-2011 | Manuel Gómez Gómez                                                                          | IU    | Mayoría absoluta |
| 2011-2015 | Manuel Gómez Gómez (Hasta el 4 de octubre de 2012, por fallecimiento) Ángel Gómez Fernández | IU    | Mayoría simple   |
| 2015-2019 | Ángel Gómez Fernández                                                                       | IU    | Supermayoría     |
| 2019-2023 | Ángel Moreno Gómez                                                                          | IU    | Mayoría simple   |
| 2023-     | Celia Valverde González                                                                     | PP    | Supermayoría     |

Esta es la composición actual del pleno municipal:
| Partido político       | 2019  | 2019       | 2015  | 2015       | 2011  | 2011       | 2007  | 2007       | 2003  | 2003       |
| Partido político       | %     | Concejales | %     | Concejales | %     | Concejales | %     | Concejales | %     | Concejales |
| Izquierda Unida        | 41.63 | 4          | 60,73 | 6          | 43.34 | 4          | 47.86 | 5          | 64.83 | 6          |
| Vecinos por Villaralto | 34.98 | 3          | -     | -          | -     | -          | -     | -          | -     | -          |
| Partido Socialista     | 18.97 | 2          | 32,74 | 3          | 41.31 | 4          | 46.36 | 4          | 25.68 | 2          |
| Partido Popular        | 0.99  | -          | 5,9   | -          | 15.35 | 1          | 5.78  | -          | 9.5   | 1          |

## Demografía
Villaralto cuenta con una población de 1075 habitantes (INE 2024).
| Gráfica de evolución demográfica de Villaralto entre 1842 y 2021                                                                                                 |
| |
| Población de derecho según los censos de población del INE Población de hecho según los censos de población del INEEn este censo se denominaba Villar Alto: 1842 |